# Койдула (станция)

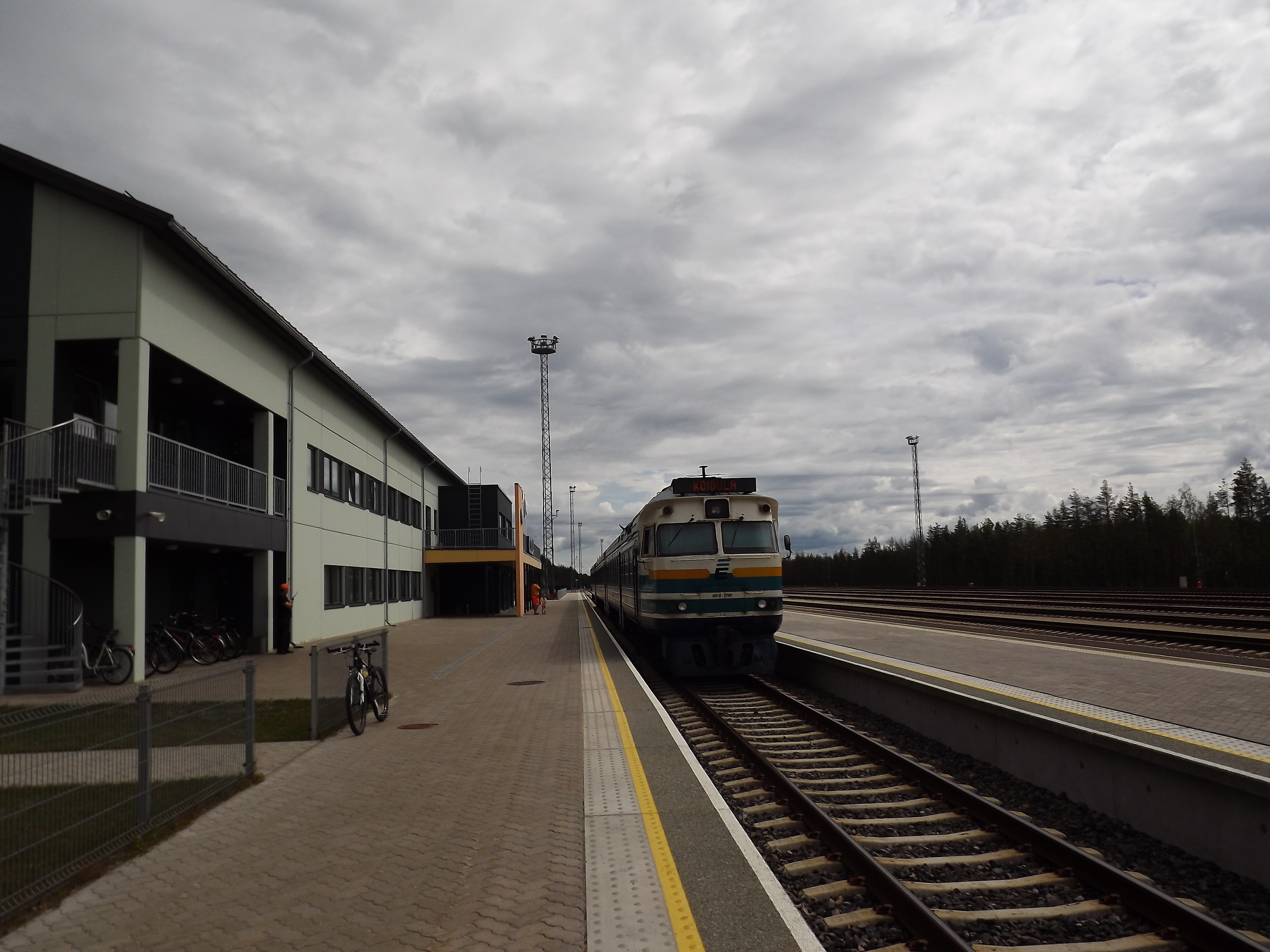
Перрон

Ко́йдула (эст. Koidula raudteejaam) — железнодорожная станция в деревне Койдула волости Сетомаа (до реформы — Вярска) на линии Тарту — Койдула. Находится на расстоянии 92,7 км от Тарту и 94,6 км от станции Валга.

## История
Станция построена в 2010—2011 годах в целях изменения системы таможенного контроля грузовых поездов, прибывающих в Эстонию со стороны Печор-Псковских. Для постройки станции было выбрано место восточнее бывшей платформы Вески на линии Валга — Псков. Также в рамках строительства новой станции был построен новый перегон Орава — Койдула, открытый 26 мая 2011 года и заменивший собой старый пограничный переход Орава — Печоры-Псковские, закрытый 20 мая 2011 года.

## Деятельность
Станция является конечной для дизельных поездов Elron маршрута Тарту — Койдула. Благодаря открытию новой станции и связки с Орава в летний сезон маршрут Таллин — Койдула продлевается до станции Пиуза. Из Тарту поезд идёт 1 час 24 минуты.
Пассажирское сообщение через границу с Россией отсутствует с 1997 года, до этого по участку, на котором расположена станция, курсировал пассажирский поезд Рига — Санкт-Петербург, проходивший эстонский таможенный контроль на станции Пиуза.
| На Тарту |         | На Валга         |
| Орава    | Койдула |                  |
| Орава    | Койдула | Пиуза            |
| Орава    | Койдула | На Псков         |
| Орава    | Койдула | Печоры-Псковские |